# Pittsburgh Open 1983
Il Pittsburgh Open 1983 è stato un torneo di tennis giocato sul sintetico indoor. È stata la 2ª edizione del torneo, che fa parte del Virginia Slims World Championship Series 1983. Si è giocato a Pittsburgh negli USA dal 7 al 14 marzo 1983.

## Campionesse

### Singolare
Ginny Purdy ha battuto in finale  Cláudia Monteiro con il punteggio di 6–2, 7–5

### Doppio
Candy Reynolds /  Paula Smith hanno battuto in finale  Iwona Kuczynska /  Trey Lewis con il punteggio di 6–2, 6–2